# Jean Paul de Gua de Malves
Jean Paul de Gua de Malves (* 1713 in Carcassonne; † 2. Juni 1785 in Paris) war ein französischer Geistlicher, Enzyklopädist und Mathematiker im Zeitalter der Aufklärung.

## Leben und Wirken
Abbé Jean Paul de Gua de Malves war Prieur de Saint-George-de-Vigou und der Sohn von Jean de Gua, baron de Malves und seiner Frau Jeanne de Harrugue aus der Languedoc.
Nach einem Aufenthalt in Italien studierte er an der Société des Arts, einer Art wissenschaftlich-technischen Akademie, welche im Jahre 1729 von Louis de Bourbon-Condé, comte de Clermont gegründet worden war.
Abbé Jean Paul de Gua de Malves veröffentlichte 1740 eine Arbeit über analytische Geometrie, in der er sie anwandte um Tangenten und Asymptoten algebraischer Kurven ohne Zuhilfenahme der Differentialrechnung zu bestimmen. Nach ihm ist der Satz von de Gua benannt, der ein räumliches Analogon zum Satz von Pythagoras darstellt.
Der Pariser Verleger und Hofdrucker André François Le Breton plante im Jahre 1745 eine französische Ausgabe des englischen Werkes von Ephraim Chambers aus dem Jahre 1728 die Cyclopaedia, or Universal Dictionary of the Arts and Sciences. Dazu tat er sich mit drei weiteren Verlegern zusammen, Antoine-Claude Briasson (1700–1775), Michel-Antoine David (1707–1769), Laurent Durand (1712–1763). Mit der organisatorischen Leitung wurde eben Jean-Paul de Gua de Malves beauftragt. Im Jahre 1747 gab jener aber seine Teilnahme an diesem Projekt auf und Denis Diderot übernahm seine Funktion und aus dem ursprünglichen Vorhaben entstand die Encyclopédie ou Dictionnaire raisonné des sciences, des arts et des métiers französischer Vordenker der Aufklärung.
Er war Mitglied der Académie des sciences.

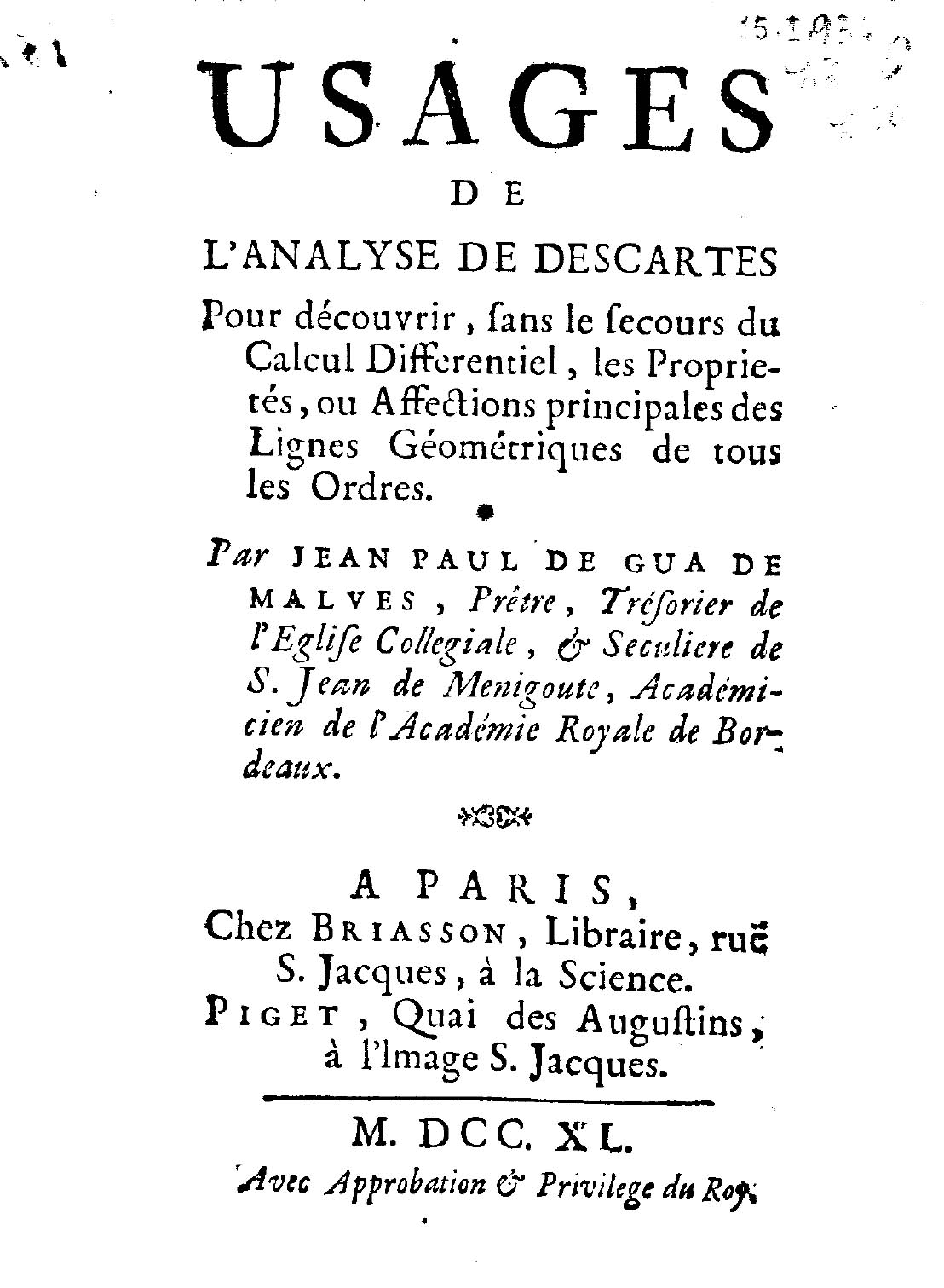